# 皇蔓蛇鰻
皇蔓蛇鰻，為輻鰭魚綱鰻鱺目糯鰻亞目蛇鰻科的其中一種，分布於東大西洋區，從茅利塔尼亞至聖赫勒拿島海域，體長可達90公分，棲息在沙底質海域，為底棲性魚類，屬肉食性，生活習性不明。

## 擴展閱讀
維基物種上的相關：皇蔓蛇鰻